# كسوف الشمس في 15 فبراير 2018
كسوف للشمس الجزئي يوم 15 فبراير 2018. كسوف الشمس الجزئية مرئية في جنوب أمريكا الجنوبية وأنتاركتيكا.
- و كسوف الشمس يحدث عندما يكون القمر يمر بين الأرض و الشمس، وبالتالي كليا أو جزئيا التعتيم على صورة للشمس لالمشاهد على الأرض. يحدث كسوف الشمس الجزئي في المناطق القطبية من الأرض عندما يفقد مركز الظل القمر الأرض.

## روابط خارجية
- http://eclipse.gsfc.nasa.gov/SEplot/SEplot2001/SE2018Feb15A.GIF%5Bوصلة+مكسورة%5D